# Lillestrøm Sportsklubb 2006
Questa voce raccoglie le informazioni riguardanti il Lillestrøm Sportsklubb nelle competizioni ufficiali della stagione 2006.

## Rosa
| N. |                       | Ruolo | Calciatore            |
| -- | --------------------- | ----- | --------------------- |
| 1  | Germania (bandiera)   | P     | Heinz Müller          |
| 2  | Norvegia (bandiera)   | D     | Anders Rambekk        |
| 3  | Australia (bandiera)  | D     | Shane Stefanutto      |
| 4  | Norvegia (bandiera)   | D     | Eirik Bertheussen     |
| 5  | Danimarca (bandiera)  | D     | Dan Anton Johansen    |
| 5  | Svezia (bandiera)     | C     | Christoffer Andersson |
| 6  | Norvegia (bandiera)   | C     | Pål Strand            |
| 7  | Norvegia (bandiera)   | C     | Espen Søgård          |
| 8  | Slovacchia (bandiera) | C     | Martin Husár          |
| 9  | Norvegia (bandiera)   | C     | Johan Petter Winsnes  |
| 10 | Slovenia (bandiera)   | C     | Robert Koren          |
| 11 | Norvegia (bandiera)   | A     | Magnus Myklebust      |
| 12 | Norvegia (bandiera)   | C     | Bjørn Helge Riise     |

| N. |                      | Ruolo | Calciatore           |
| -- | -------------------- | ----- | -------------------- |
| 13 | Norvegia (bandiera)  | D     | Frode Kippe          |
| 15 | Malta (bandiera)     | A     | Michael Mifsud       |
| 17 | Australia (bandiera) | C     | Kasey Wehrman        |
| 18 | Norvegia (bandiera)  | A     | Arild Sundgot        |
| 19 | Svezia (bandiera)    | A     | Andreas Haddad       |
| 20 | Norvegia (bandiera)  | P     | Per Magne Misund     |
| 21 | Francia (bandiera)   | D     | Cyril Kali           |
| 23 | Norvegia (bandiera)  | D     | Pål Steffen Andresen |
| 25 | Tunisia (bandiera)   | C     | Khaled Mouelhi       |
| 26 | Finlandia (bandiera) | P     | Otto Fredrikson      |
| 30 | Canada (bandiera)    | A     | Olivier Occéan       |
| 40 | Norvegia (bandiera)  | A     | Trond Olsen          |
| 42 | Germania (bandiera)  | P     | Claus Reitmaier      |

## Risultati

### Campionato

#### Girone di andata
| Arbitro: | Hauge (Bergen) |

|                               |           |                                     |
| Kippe 4’ Occean 15’ Koren 70’ | Marcatori | 20’ Koppinen 82’ Johnsen 85’ Strand |

| Arbitro: | Berntsen (Vang) |

|             |           |            |
| Winters 55’ | Marcatori | 59’ Occean |

| Arbitro: | Ditlefsen |

|                                               |           |            |
| Koren 30’ (rig.) Kippe 44’ Sundgot 88’ (rig.) | Marcatori | 18’ Nhleko |

| Arbitro: | Sælen (Bergen) |

|  |           |           |
|  | Marcatori | 71’ Koren |

| Arbitro: | Ditlefsen |

|              |           |                              |
| Haraldsen 9’ | Marcatori | 63’ (rig.) Sundgot 78’ Koren |

| Arbitro: | Hauge (Bergen) |

|                       |           |         |
| Rambekk 23’ Riise 78’ | Marcatori | 69’ Lie |

| Arbitro: | Berntsen (Vang) |

|  |           |            |
|  | Marcatori | 13’ Mifsud |

| Arbitro: | Sandmoen |

|                            |           |  |
| Occean 19’, 34’ Mifsud 29’ | Marcatori |  |

| Arbitro: | Olsen (Kristiansand) |

|                                 |           |                        |
| Olsen 46’ Gunnarsson 90’ (rig.) | Marcatori | 43’ Mifsud 82’ Sundgot |

| Arbitro: | Øvrebø (Oslo) |

|            |           |                         |
| Occean 90’ | Marcatori | 29’ Mjelde 83’ Tegström |

| Arbitro: | Sælen (Bergen) |

|             |           |  |
| Hafstad 72’ | Marcatori |  |

| Arbitro: | Helgerud (Lier) |

|                             |           |                          |
| Dale 38’ (aut.) Sundgot 63’ | Marcatori | 4’ (aut.) Kippe 90’ Dale |

| Arbitro: | Berntsen (Vang) |

|                                   |           |                           |
| Gíslason 35’ (rig.), 90’ Bala 69’ | Marcatori | 4’ Søgård 53’, 58’ Mifsud |

#### Girone di ritorno
| Arbitro: | Øvrebø (Oslo) |

|                 |           |  |
| Mifsud 83’, 84’ | Marcatori |  |

| Arbitro: | Skjerven (Kaupanger) |

|                                     |           |             |
| Strand 60’ Jamtfall 72’ Iversen 90’ | Marcatori | 84’ Sundgot |

| Arbitro: | Sælen (Bergen) |

|          |           |                        |
| Ijeh 45’ | Marcatori | 36’ Sundgot 47’ Mifsud |

| Arbitro: | Staberg |

|             |           |            |
| Wehrman 32’ | Marcatori | 74’ Brenne |

| Arbitro: | Ditlefsen |

|                                  |           |          |
| Sundgot 45’ Mifsud 49’ Koren 67’ | Marcatori | 54’ Øren |

| Arbitro: | Øvrebø (Oslo) |

|                          |           |  |
| Hæstad 35’ Strømstad 90’ | Marcatori |  |

| Arbitro: | Hauge (Bergen) |

|                |           |             |
| Koren 29’, 62’ | Marcatori | 71’ Storbæk |

| Arbitro: | Sandmoen |

|                            |           |  |
| Baldvinsson 46’ Mavrič 78’ | Marcatori |  |

| Arbitro: | Berntsen (Vang) |

|                      |           |                  |
| Mifsud 50’ Koren 73’ | Marcatori | 4’, 74’ Nannskog |

| Arbitro: | Hauge (Bergen) |

|                    |           |            |
| Knarvik 62’ (rig.) | Marcatori | 54’ Mifsud |

| Arbitro: | Sælen (Bergen) |

|           |           |                               |
| Koren 90’ | Marcatori | 66’ Rushfeldt 81’ (rig.) Årst |

| Arbitro: | Hagen (Grue) |

|  |           |                                   |
|  | Marcatori | 22’ Myklebust 25’ Kippe 30’ Koren |

| Arbitro: | Staberg |

|                 |           |  |
| Occean 36’, 53’ | Marcatori |  |

### Coppa di Norvegia
| Høland 10 maggio 2006, ore 18:00 CEST Primo turno                     | Høland    | 0 – 3 referto                       | Lillestrøm | Høland Stadion |
| \| \| \| \| \| \| Marcatori \| 29’ Wehrman 61’ Myklebust 63’ Olsen \| |           |                                     |            |                |
|                                                                       |           |                                     |            |                |
|                                                                       | Marcatori | 29’ Wehrman 61’ Myklebust 63’ Olsen |            |                |

| Lørenskog 7 giugno 2006, ore 18:00 CEST Secondo turno                                     | Lørenskog | 2 – 4 referto                       | Lillestrøm | Rolvsrud Stadion |
| \| \| \| \| \| Moen 74’ Holmen 77’ \| Marcatori \| 16’ Kippe 43’, 45’ Occean 56’ Koren \| |           |                                     |            |                  |
|                                                                                           |           |                                     |            |                  |
| Moen 74’ Holmen 77’                                                                       | Marcatori | 16’ Kippe 43’, 45’ Occean 56’ Koren |            |                  |

| Harstad 7 giugno 2006, ore 18:00 CEST Terzo turno                                        | Harstad   | 1 – 5 referto                             | Lillestrøm | Harstad Stadion |
| \| \| \| \| \| Berntsen 80’ \| Marcatori \| 20’, 82’ Occean 53’, 67’ Mifsud 60’ Riise \| |           |                                           |            |                 |
|                                                                                          |           |                                           |            |                 |
| Berntsen 80’                                                                             | Marcatori | 20’, 82’ Occean 53’, 67’ Mifsud 60’ Riise |            |                 |

| Arbitro: | Olsen (Kristiansand) |

|                      |           |          |
| Koren 44’ Mifsud 56’ | Marcatori | 88’ Hoff |

| Arbitro: | Alseth (Stjørdal) |

|                               |           |                 |
| Nielsen 5’, 30’ Valencia 119’ | Marcatori | 9’, 90’ Sundgot |